# Rhynchodontodes anatolica
Rhynchodontodes anatolica là một loài bướm đêm trong họ Erebidae.